# Larissa Iapichino
Larissa Iapichino (Borgo San Lorenzo, 18 luglio 2002) è una lunghista italiana, vicecampionessa europea a Roma 2024, campionessa europea indoor ad Apeldoorn 2025, vicecampionessa europea indoor a Istanbul 2023, campionessa europea U23 a Espoo 2023 e campionessa europea under 20 a Borås 2019.
Detiene il record mondiale under 20 indoor con 6,91 m ed il record italiano assoluto indoor con 6,97 m.

## Biografia
È la figlia di due atleti internazionali, la lunghista italo-britannica Fiona May (due volte vicecampionessa olimpica e due volte campionessa mondiale) e l'astista Gianni Iapichino.

## Carriera
Iapichino s'impone all'attenzione generale a 16 anni durante il campionato italiano allievi 2019 di Agropoli, saltando 6,64 m, al contempo miglior prestazione italiana under 18 e under 20, miglior prestazione mondiale stagionale under 20 e tra le dieci migliori prestazioni italiane di sempre.
L'8 febbraio 2020, ai campionati italiani juniores indoor di Ancona, ritocca il suo primato indoor, portandolo a 6,40 m, record nazionale under-20. Il 16 luglio successivo, al meeting di Savona, due giorni prima della sua maggiore età, Iapichino salta 6,80 m, seconda miglior prestazione italiana di sempre dopo quella di sua madre Fiona May, undicesima di sempre under 20 e quinta miglior prestazione mondiale dell'anno.
Nel frattempo, arruolatasi in Guardia di Finanza a novembre 2020 ed entrata a far parte del gruppo sportivo delle Fiamme Gialle, il 20 febbraio 2021, agli assoluti indoor di Ancona, salta la misura di 6,91 m, che eguaglia l'analogo primato al coperto conseguito da sua madre e costituisce, inoltre, il nuovo record mondiale under 20.
All'età di diciannove anni, ottiene la qualificazione ai Giochi olimpici estivi di Tokyo 2020, ma non le è possibile partecipare alla manifestazione a causa di una distrazione del legamento deltoideo del piede di stacco, rimediata nel mese di giugno ai campionati italiani assoluti di Rovereto 2021.
Il 5 marzo 2023 si aggiudica la medaglia d'argento agli europei indoor di Istanbul, siglando il nuovo record italiano indoor con la misura di 6,97 m. Il 16 luglio conquista la medaglia d'oro ai campionati europei under 23 di Espoo, in Finlandia, con 6,93 m; una settimana dopo si aggiudica la vittoria al meeting Herculis di Monaco con la misura di 6,95 m, suo nuovo primato personale outdoor. Il 20 agosto si classifica al quinto posto ai campionati mondiali di Budapest con 6,83 m, mancando la medaglia di bronzo per sei centimetri.
Inizia il 2024 prendendo parte ai mondiali indoor di Glasgow, chiusi al settimo posto; a giugno, invece, vince la medaglia d'argento agli europei casalinghi di Roma con la misura di 6,94 m, arrivando alle spalle solamente della tedesca Malaika Mihambo. Ai Giochi olimpici di Parigi, si qualifica per la finale del salto in lungo femminile, in cui conclude al quarto posto, con la misura di 6,87 metri, a nove centimetri di distanza dalla medaglia di bronzo Jasmine Moore.
Il 14 settembre 2024 vince la Finale di Diamond League a Bruxelles diventanto la prima donna italiana a conseguire il prestigioso trofeo internazionale.
L'8 marzo 2025 vince la sua prima medaglia d'oro internazionale a livello senior, salendo sul gradino più alto del podio agli europei indoor di Apeldoorn con 6,94 metri.
Il 31 maggio 2025 durante un'esibizione outdoor a Palermo diventa, con la lunghezza di 7,06 m, la seconda italiana ad abbattere il muro dei 7 metri, seconda solo alla madre Fiona May (7,11 m a Budapest nel 1998).

## Record nazionali
Seniores
- Salto in lungo indoor: 6,97 m ( Istanbul, 5 marzo 2023)

Promesse (under 23)
- Salto in lungo: 6,95 m ( Monaco, 21 luglio 2023)
- Salto in lungo indoor: 6,97 m ( Istanbul, 5 marzo 2023)

Juniores (under 20)
- Salto in lungo: 6,80 m ( Savona, 16 luglio 2020)
- Salto in lungo indoor: 6,91 m ( Ancona, 20 febbraio 2021)

Allieve (under 18)
- 300 metri ostacoli: 41"96 ( La Spezia, 25 aprile 2019)
- Salto in lungo: 6,64 m ( Agropoli, 22 giugno 2019)
- Salto in lungo indoor: 6,36 m ( Padova, 28 gennaio 2018)
- Pentathlon indoor: 3 929 p. ( Padova, 27 gennaio 2019)

## Progressione

### Salto in lungo
| Stagione | Misura | Luogo    | Data       | Rank. Mond. |
| -------- | ------ | -------- | ---------- | ----------- |
| 2025     | 7,06 m | Palermo  | 31-05-2025 |             |
| 2024     | 6,94 m | Roma     | 12-6-2024  |             |
| 2023     | 6,95 m | Monaco   | 21-7-2023  | 8ª          |
| 2022     | 6,67 m | Schaan   | 11-9-2022  | 36ª         |
| 2021     | 6,56 m | Savona   | 13-5-2021  | 74ª         |
| 2020     | 6,80 m | Savona   | 16-7-2020  | 5ª          |
| 2019     | 6,64 m | Agropoli | 22-6-2019  | 33ª         |
| 2018     | 6,38 m | Rieti    | 16-6-2018  | 126ª        |
| 2017     | 5,94 m | Livorno  | 30-9-2017  | nw          |

### Salto in lungo indoor
| Stagione | Misura | Luogo    | Data      | Rank. Mond. |
| -------- | ------ | -------- | --------- | ----------- |
| 2023/24  | 6,80 m | Ancona   | 17-2-2024 | 10ª         |
| 2022/23  | 6,97 m | Istanbul | 05-3-2023 | 4ª          |
| 2021/22  | 6,59 m | Ancona   | 22-1-2022 | 29ª         |
| 2020/21  | 6,91 m | Ancona   | 20-2-2021 | 2ª          |
| 2019/20  | 6,40 m | Ancona   | 8-2-2020  | 57ª         |
| 2018/19  | 6,30 m | Ancona   | 9-2-2019  | 75ª         |
| 2017/18  | 6,36 m | Padova   | 28-1-2018 | 61ª         |

## Palmarès
| Anno | Manifestazione          | Sede      | Evento         | Risultato | Prestazione | Note                                            |
| ---- | ----------------------- | --------- | -------------- | --------- | ----------- | ----------------------------------------------- |
| 2018 | Europei U18             | Győr      | Salto in lungo | 7ª        | 6,12 m      |                                                 |
| 2019 | Europei U20             | Borås     | Salto in lungo | Oro       | 6,58 m      |                                                 |
| 2021 | Europei indoor          | Toruń     | Salto in lungo | 5ª        | 6,59 m      | [ 19 ]                                          |
| 2022 | Mondiali indoor         | Belgrado  | Salto in lungo | 10ª       | 6,57 m      |                                                 |
| 2022 | Mondiali                | Eugene    | Salto in lungo | 14ª (q)   | 6,60 m      |                                                 |
| 2022 | Europei                 | Monaco    | Salto in lungo | 5ª        | 6,62 m      |                                                 |
| 2023 | Mediterraneo U23 indoor | Valencia  | Salto in lungo | Oro       | 6,45 m      | Miglior prestazione personale stagionale        |
| 2023 | Europei indoor          | Istanbul  | Salto in lungo | Argento   | 6,97 m      |                                                 |
| 2023 | Giochi europei          | Chorzów   | Salto in lungo | Bronzo    | 6,66 m      | [ 20 ]                                          |
| 2023 | Giochi europei          | Chorzów   | A squadre      | Oro       | 426,5 p.    | [ 20 ]                                          |
| 2023 | Europei U23             | Espoo     | Salto in lungo | Oro       | 6,93 m      | =                                               |
| 2023 | Mondiali                | Budapest  | Salto in lungo | 5ª        | 6,82 m      |                                                 |
| 2024 | Mondiali indoor         | Glasgow   | Salto in lungo | 7ª        | 6,69 m      |                                                 |
| 2024 | Europei                 | Roma      | Salto in lungo | Argento   | 6,94 m      | Miglior prestazione europea stagionale under 23 |
| 2024 | Giochi olimpici         | Parigi    | Salto in lungo | 4ª        | 6,87 m      |                                                 |
| 2025 | Europei indoor          | Apeldoorn | Salto in lungo | Oro       | 6,94 m      | Miglior prestazione personale stagionale        |

## Campionati nazionali
- 4 volte campionessa nazionale assoluta del salto in lungo (2020, 2021, 2022, 2025)
- 4 volte campionessa nazionale assoluta indoor del salto in lungo (2021, 2023, 2024, 2025)
- 1 volta campionessa nazionale promesse del salto in lungo (2023)
- 1 volta campionessa nazionale promesse indoor del salto in lungo (2022)
- 1 volta campionessa nazionale juniores del salto in lungo (2020)
- 2 volte campionessa nazionale juniores indoor del salto in lungo (2020, 2021)
- 2 volte campionessa nazionale allieve del salto in lungo (2018, 2019)
- 2 volte campionessa nazionale allieve indoor del salto in lungo (2018, 2019)
- 1 volta campionessa nazionale allieve indoor del pentathlon (2019)

2018
- Bronzo ai campionati italiani allievi di prove multiple indoor (Padova), pentathlon - 3 739 p.
- Oro ai campionati italiani allievi indoor (Ancona), salto in lungo - 6,21 m
- 4ª ai campionati italiani allievi indoor (Ancona), 60 m hs - 8"64
- Oro ai campionati italiani allievi (Rieti), salto in lungo - 6,38 m
- 4ª ai campionati italiani allievi (Rieti), 100 m hs - 13"91

2019
- Oro ai campionati italiani allievi di prove multiple indoor (Padova), pentathlon - 3 929 p.
- Oro ai campionati italiani allievi indoor (Ancona), salto in lungo - 6,30 m
- Argento ai campionati italiani allievi indoor (Ancona), 60 m hs - 8"31
- Oro ai campionati italiani allievi (Agropoli), salto in lungo - 6,64 m
- Argento ai campionati italiani allievi (Agropoli), 100 m hs - 13"55

2020
- Oro ai campionati italiani juniores indoor (Ancona), salto in lungo - 6,40 m
- Argento ai campionati italiani assoluti indoor (Ancona), salto in lungo - 6,38 m
- Oro ai campionati italiani juniores (Grosseto), salto in lungo - 6,60 m w
- Oro ai campionati italiani assoluti (Padova), salto in lungo - 6,32 m

2021
- Oro ai campionati italiani juniores indoor (Ancona), salto in lungo - 6,75 m
- Oro ai campionati italiani assoluti indoor (Ancona), salto in lungo - 6,91 m   =
- Oro ai campionati italiani assoluti (Rovereto), salto in lungo - 6,42 m

2022
- Oro ai campionati italiani promesse indoor (Ancona), salto in lungo - 6,49 m
- nm ai campionati italiani assoluti (Ancona), salto in lungo - nm
- Oro ai campionati italiani assoluti (Rieti), salto in lungo - 6,64 m

2023
- 4ª ai campionati italiani promesse indoor (Ancona), 60 m - 7"50
- Oro ai campionati italiani assoluti indoor (Ancona), salto in lungo - 6,53 m
- Oro ai campionati italiani promesse (Agropoli), salto in lungo - 6,79 m w

2024
- Oro ai campionati italiani assoluti indoor, salto in lungo - 6,80 m

2025
- Oro ai campionati italiani assoluti indoor, salto in lungo - 6,69 m
- Oro ai campionati italiani assoluti, salto in lungo - 6,78 m

## Altre competizioni internazionali
2021
- 6ª al Golden Gala Pietro Mennea ( Firenze), salto in lungo - 6,45 m

2022
- 8ª al Golden Gala Pietro Mennea ( Roma), salto in lungo - 6,55 m
- Bronzo al Memorial Van Damme ( Bruxelles), salto in lungo - 6,52 m

2023
- Campionati europei a squadre di atletica leggera ( Chorzów)
- Argento ai Campionati europei a squadre di atletica leggera ( Chorzów), salto in lungo - 6,66 m
- Oro all'International Jumping Meeting Filahtlitikos Kallithea ( Atene), salto in lungo - 6,83 m
- Oro al Golden Gala ( Firenze), salto in lungo - 6,79 m
- Oro al Bauhaus-Galan ( Stoccolma), salto in lungo - 6,69 m
- Oro all'Herculis ( Monaco), salto in lungo - 6,95 m

2024
- Oro al Meeting de Paris ( Parigi), salto in lungo - 6,82 m
- Bronzo al London Athletics Meet 2024 ( Londra), salto in lungo - 6,70 m
- Oro al Memorial Van Damme ( Bruxelles), salto in lungo - 6,80 m
- Vincitrice della Diamond League nella specialità del salto in lungo[21]

2025
- Campionati europei a squadre di atletica leggera ( Madrid)
- Oro ai Campionati europei a squadre di atletica leggera ( Madrid), salto in lungo - 6,92 m
- Argento al Bauhaus-Galan ( Stoccolma), salto in lungo - 6,90 m
- Argento al London Athletics Meet ( Londra), salto in lungo - 6,92 m

## Spot pubblicitari
- Larissa Iapichino, insieme alla madre Fiona May, è stata protagonista da bambina di diversi spot pubblicitari della Kinder.[22]